# Classe Onega
 (décembre 2018).
Si vous disposez d'ouvrages ou d'articles de référence ou si vous connaissez des sites web de qualité traitant du thème abordé ici, merci de compléter l'article en donnant les références utiles à sa vérifiabilité et en les liant à la section « Notes et références ».

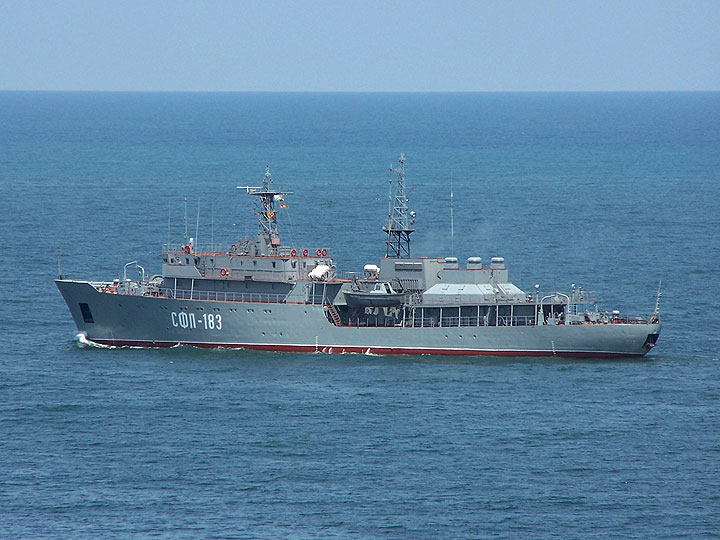

La Classe Onega  est une classe de navires collecteurs de renseignements russes, utilisés pour les écoutes hydroacoustiques.

## Bâtiments
Flotte du Nord:
- Akademik Isanin : entré en service en 1994
- Akademik Makeev : ex SFP 562
- Georgy Chernyshyov
- GKS 286
- SFP 95
- Vladimir Peregudov: ex SFP 240

Flotte du Pacifique :
- GSK 224
- SFP 173 : entré en service en 1991
- SFP 542
- SFP 295

Flotte de la Baltique:
- Akademik Semenikhin : entré en service en 1992
- GKS 283
- Inzhener Akulov : entré en service en 1996
- Viktor Subbotin : entré en service en 2005

Flotte de la mer Noire:
- SFP 177 : entré en service